# Sabrina Dawood

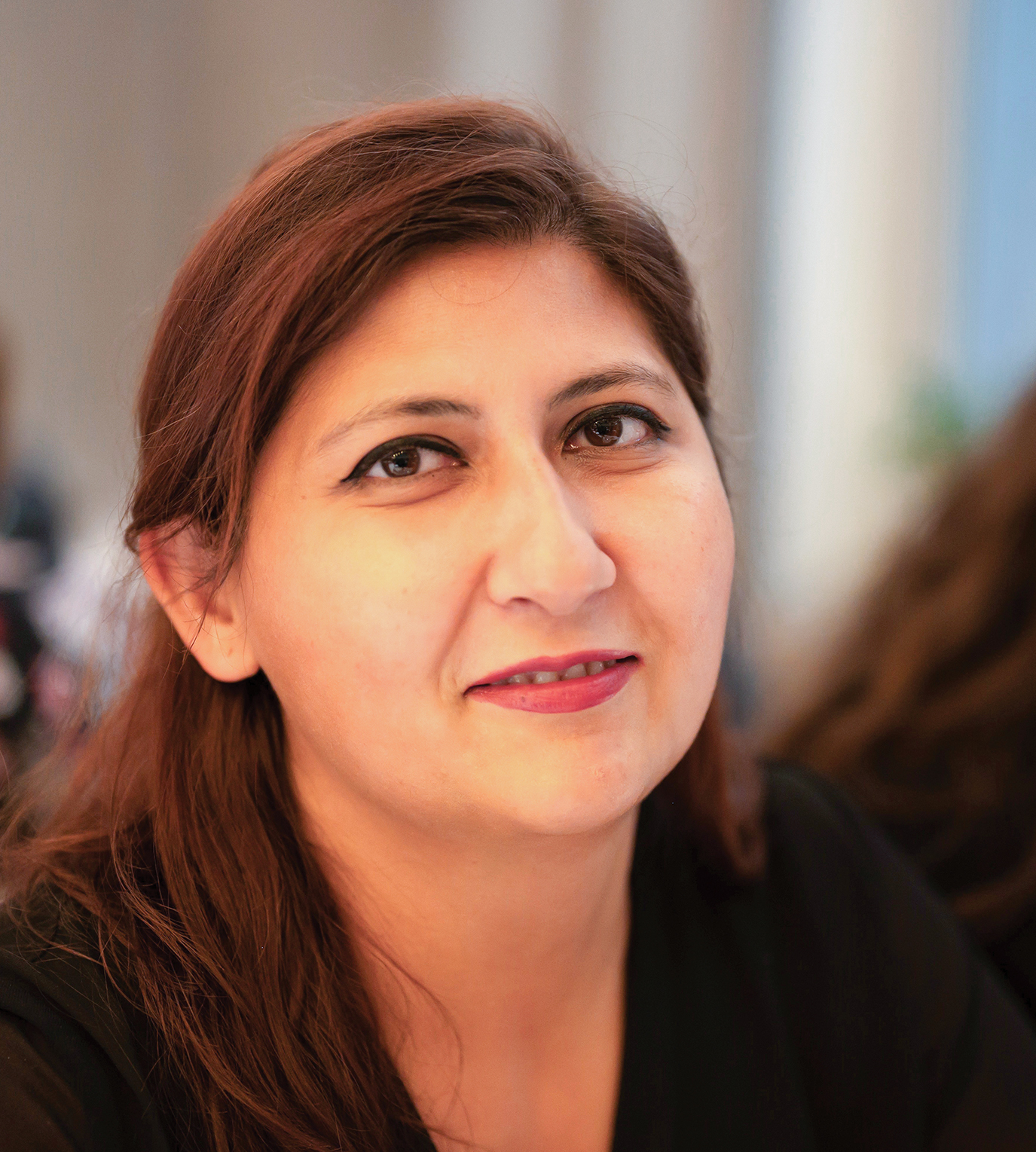
Sabrina Dawood

Sabrina Dawood (Urdu سبرینہ داؤد) ist eine pakistanische Philanthropin, die sich im Bildungsbereich engagiert. Sie tritt für inklusive und informelle Bildungsvermittlung ein.

## Leben
Aufgewachsen und zur Schule gegangen in Lahore, studierte Dawood Ethnologie und Recht an der London School of Economics und machte ihren Masterabschluss in Medizinethnologie am University College London.
Dawood hat die Dawood Public School, eine Schule für über 2500 Mädchen in Karatschi, grundlegend modernisiert und neu ausgerichtet. In ihrer Position als Geschäftsführerin von The Dawood Foundation (TDF) hat sie die Marke “MagnifiScience” etabliert. Unter ihrer Federführung starten zwei Wissenschafts-Ausstellungen 2016 und 2017, wurde das Kinder-Studio 2018 gegründet, bevor 2021 das MagnifiScience Centre, das erste interaktive Science Centre in Pakistan eröffnet wurde.
Dawood ist die Vorsitzende des Hussain Dawood Pledges, einer philanthropischen Initiative, um schnell und unbürokratisch benötigte Finanzierungen im Zuge der Corona-Pandemie bereitzustellen.
Dawood setzt sich dafür ein, dass Umwelt-Themen und Klimawandel Teil der Schulbildung in Pakistan sind.
Über ihre Stiftungs-Arbeit hinaus ist sie engagiert in diversen privatwirtschaftlichen Aufsichtsräten und von Umwelt- und Bildungsinstitutionen.